# Hikari Club - Il club della luce
Hikari Club - Il club della luce (ライチ☆光クラブ?, Raichi☆Hikari Kurabu) è un manga horror scritto e illustrato da Usamaru Furuya e basato sulla produzione teatrale dello stesso nome del Tokyo Grand Guignol.
Il manga è stato serializzato sulla rivista Manga Erotics F della Ohta Publishing fra il maggio 2005 ed il maggio 2006. Un prequel della storia originale, Bokura no Hikari Kurabu (ぼくらの☆ひかりクラブ?, Bokura no☆Hikari Kurabu), è stato serializzato sulla rivista pocopoco della Ohta Publishing fra aprile 2011 e marzo 2012.
Un adattamento anime ha iniziato ad essere trasmesso ad ottobre 2012 ed è inoltre stato annunciato anche una trasposizione teatrale.

## Trama
La storia ruota intorno a un club composto da nove membri di una scuola media giapponese chiamato "Light Club" e al loro tentativo di creare una intelligenza artificiale allo scopo di rapire belle ragazze. Mentre i ragazzi del club utilizzano metodi sempre più depravati per raggiungere il loro scopo, il leader originale del club, Tamiya, fa di tutto per riottenere la propria posizione dopo essersi reso conto della gestione del club del nuovo capo, Zera.

## Episodi anime
| Nº | Giapponese 「Kanji」 - Rōmaji                 | In onda          | In onda |
| Nº | Giapponese 「Kanji」 - Rōmaji                 | Giapponese       |         |
| 1  | 「処刑DE光クラブ」 - Shokei DE Hikari Kurabu  | 2 ottobre 2012   |         |
| 2  | 「改造DE光クラブ」 - Kaizō DE Hikari Kurabu   | 9 ottobre 2012   |         |
| 3  | 「特許DE光クラブ」 - Tokkyo DE Hikari Kurabu  | 16 ottobre 2012  |         |
| 4  | 「検証DE光クラブ」 - Kenshō DE Hikari Kurabu  | 23 ottobre 2012  |         |
| 5  | 「楽団DE光クラブ」 - Gakudan DE Hikari Kurabu | 30 ottobre 2012  |         |
| 6  | 「燃料DE光クラブ」 - Nenryō DE Hikari Kurabu  | 6 novembre 2012  |         |
| 7  | 「海原DE光クラブ」 - Unabara DE Hikari Kurabu | 13 novembre 2012 |         |
| 8  | 「忠誠DE光クラブ」 - Chūsei DE Hikari Kurabu  | 20 novembre 2012 |         |